# Patrick Angus
Patrick Morton Angus (North Hollywood, 3 dicembre 1953 – New York, 13 maggio 1992) è stato un pittore statunitense. Esponente del realismo americano, Angus rappresentò la vita della comunità gay negli Stati Uniti tra gli anni 1970 e gli anni 1980.

## Biografia

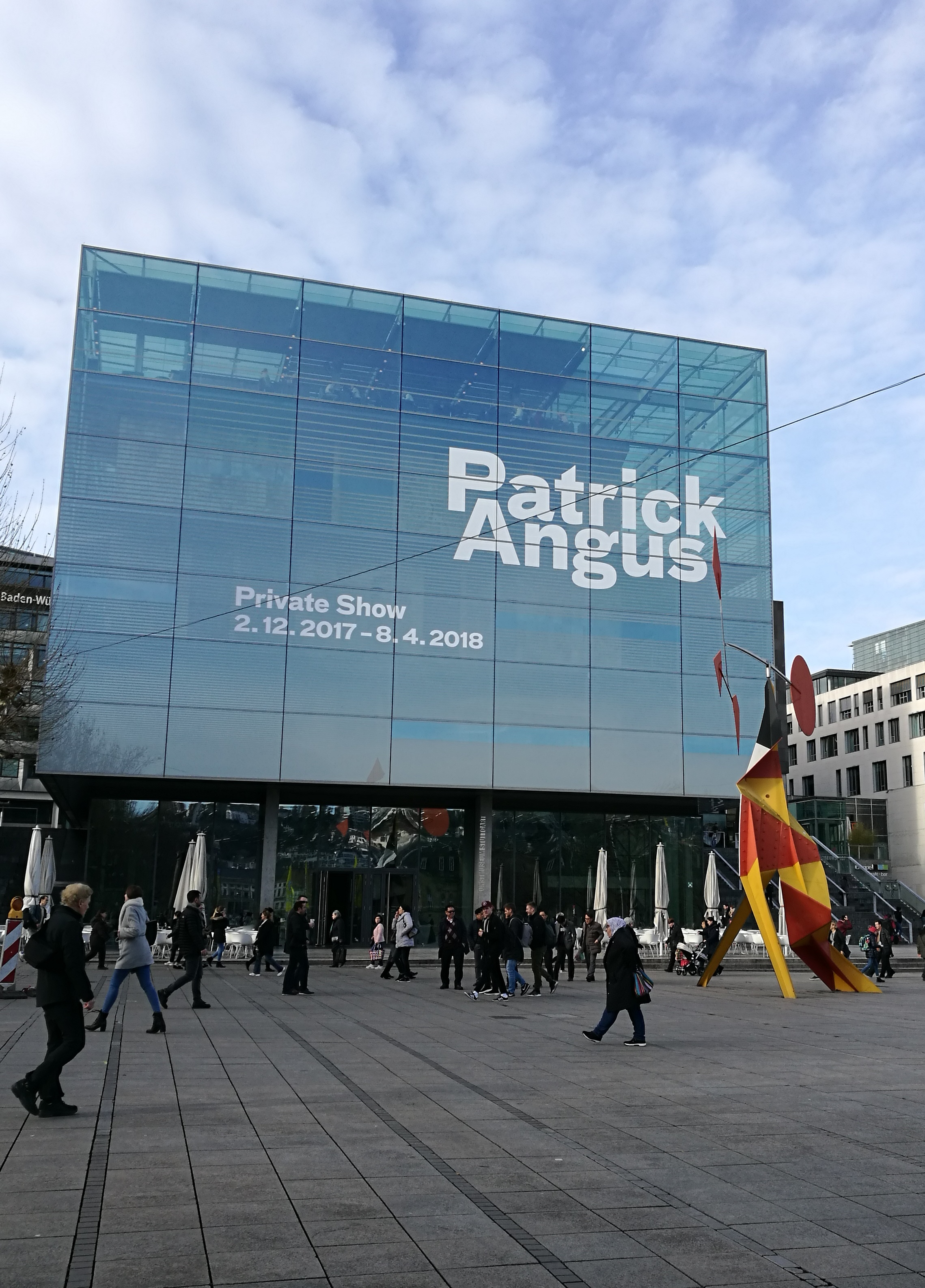
Una retrospettiva di Patrick Angus a Stoccarda nel 2018

Nato a North Hollywood e cresciuto a Santa Barbara, studiò arte al Santa Barbara Community College e nel 1974 ottenne una borsa  di studio per il Santa Barbara Art Institute. Qui conobbe l'espressionismo astratto e la New York School, ma fu David Hockney a lasciare un'impronta indelebile sull'estetica di Angus sia nello stile che nella carica omoerotica delle sue opere. Hockney fu anche un grande estimatore dell'opera di Angus, acquistando sei delle sue tele.
Si guadagnò da vivere con lavori saltuari per la gran parte degli anni settanta e ottanta, ma dal 1989, anno in cui gli fu diagnosticata l'HIV, si dedicò interamente alla pittura. Per quanto le tematiche esplicitamente omoerotiche dei suoi dipinti li rendevano poco vendibili, nel 1992 Angus fu oggetto di una prima monografia e le sue opere furono esposte in tre retrospettive a Santa Barbara, nella contea di Van Buren e a New York.
Dichiaratamente omosessuale, Angus morì per complicazioni legate all'AIDS a New York nel 1992 all'età di 39 anni.

## L'opera
Pur essendo stato influenzato da Hockney, Picasso, Edward Hopper, Thomas Eakins e Giorgio De Chirico, la pittura di Angus si allontanò dal minimalismo e l'astrattismo dell'epoca a favore di uno stile unico e singolare nell'arte figurative che gli valse il soprannome di "Toulouse-Lautrec di Times Square" da parte del drammaturgo Robert Patrick. I suoi soggetti ricorrenti annoveravano autoritratti e ritratti di amici, scene urbane e paesaggi, ma la sua opera è legata soprattutto alla rappresentazione della comunità gay del periodo, con particolare attenzione a bar gay, saune gay e locali per lo spogliarello. Molti dei suoi quadri prendono il titolo da canzoni di icone gay come Diana Ross, Grace Jones e i Queen, come "I'm only human", "Boys do fall in love" e "Remember the promise you made". La sua opera ha goduto di una riscoperta da parte di pubblico e critica a partire dall'inizio del XXI secolo e importanti retrospettive sono state allestite negli Stati Uniti e in Germania.

## Nella cultura di massa
Jonathan Tucker ha interpretato Angus nel film del 2009 An Englishman in New York.